# Zovje
Zovje este o arie protejată (sit de importanță comunitară — SCI) din Croația întinsă pe o suprafață de 1,6 ha, integral pe uscat.

## Localizare
Centrul sitului Zovje este situat la coordonatele 46°14′02″N 16°50′34″E / 46.23383°N 16.842756°E.

## Înființare
Situl Zovje a fost declarat sit de importanță comunitară în iulie 2013 pentru a proteja 2 specii de animale.

## Biodiversitate
Situată în ecoregiunea continentală, aria protejată conține 1 habitat natural: Fânețe de joasă altitudine (Alopecurus pratensis, Sanguisorba officinalis).
La baza desemnării sitului se află mai multe specii protejate de  nevertebrate (2): Phengaris nausithous, Phengaris teleius.